# ノボラック

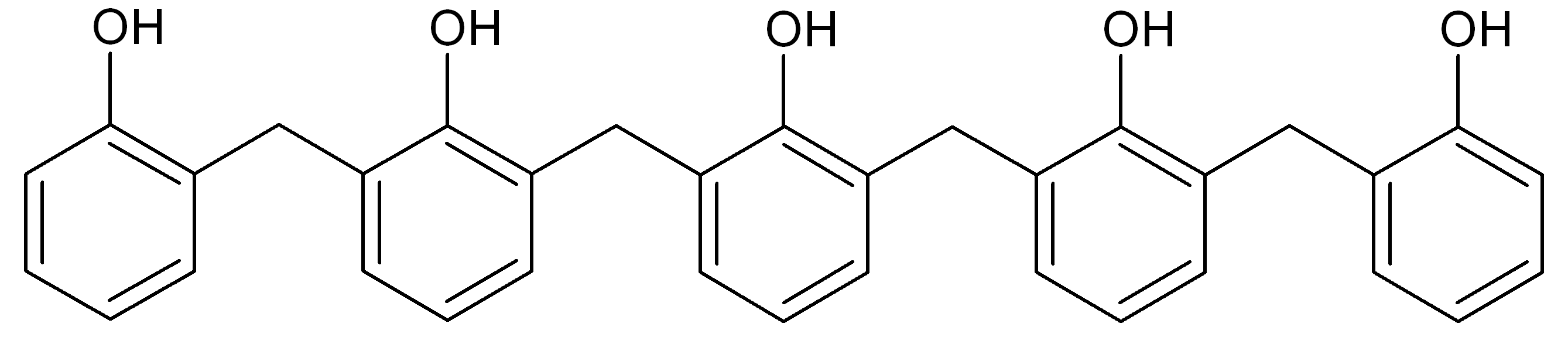
ノボラックの構造モデル

ノボラック（novolak）は反応物質の酸縮合によって得られるホルムアルデヒド-フェノール比が1:1より小さいフェノール樹脂である。ノボラックは熱可塑性樹脂であり、ホルムアルデヒドドナーであるヘキサメチレンテトラミンといった添加剤（架橋剤）によって硬化させることができる。これによって不溶融性のフェノール・ホルムアルデヒド樹脂が得られる。
ジアゾナフトキノンといった光感受性物質と組み合わせることにより、フォトリソグラフィ工程で使用されるフォトレジストとしてマイクロエレクトロニクスやマイクロマシン分野で使用されている。露光されなかった部分のノボラックが表面に残り、次の工程（イオン注入、金属のガルバニック成長、熱酸化、エッチング等）から回路基板を保護する。
ノボラックは回路基板のスピンコートでも使用され、厚みは除去段階で数十μmまで薄くされる。より厚い層にはアクリル樹脂 (PMMA) が推奨される。